# Piero Taruffi
Pour les articles homonymes, voir Taruffi.

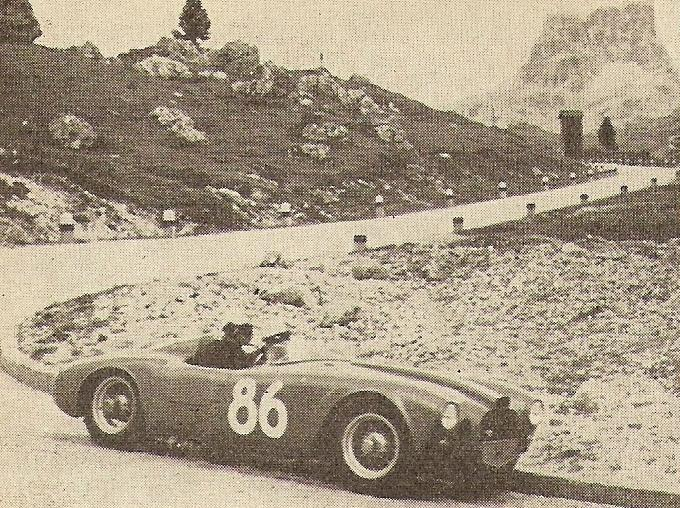
Piero Taruffi lors de la Coupe d'Or des Dolomites, en 1953 sur Lancia D23.

Piero « Pierino » Taruffi, né le 12 octobre 1906 à Albano Laziale (Italie) et mort le 12 janvier 1988 à Rome (Italie), est un pilote automobile et moto italien. Il était aussi un bon skieur, en terminant quatrième du championnat de France de slalom. Il a disputé 34 Grands Prix de Formule 1 dont 18 comptant pour le championnat du monde. En championnat du monde, il a signé une victoire, en 1952 lors du Grand Prix de Suisse disputé à Bremgarten, signé cinq podiums, décroché un meilleur tour en course et inscrit un total de 41 points. En son hommage, le circuit de Vallelunga porte son nom. Il était surnommé « El Zorro Plateado » (Renard Argenté, en espagnol), à cause de sa chevelure grise.

## Biographie

### Pilote moto
Avant de s'illustrer dans le monde automobile, Taruffi commence sa carrière sportive sur deux roues. Il remporte facilement le championnat italien de moto dans la catégorie 500 cm3 en 1928, en gagnant 8 des 9 épreuves du championnat, puis il participe au championnat européen de moto 500 cm3, et le remporte en 1932 sur une Norton. Il prit, pendant quelques années, la direction de l'écurie motocycliste Gilera, et il fut le détenteur du record mondial de vitesse à moto durant la saison 1937 sur une machine de cette marque, à 279,503 km/h (sur l'Autoroute italienne A4, entre Brescia et Bergame).

### Pilote auto

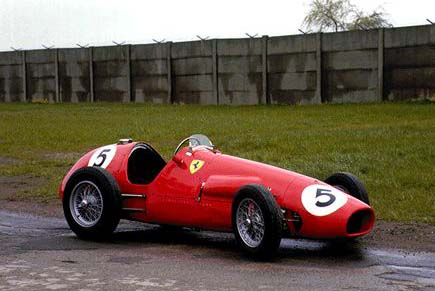
Une Ferrari F500, modèle sur lequel Taruffi a remporté sa seule victoire en championnat du monde.

Il commence sa carrière, avec les fameuses Mille Miglia en 1930, sur une Bugatti, avant d'opter pour une Itala, l'année suivante, et d'une Alfa Romeo l'édition d'après, après avoir été remarqué par Enzo Ferrari. Il termina deuxième au GP de Rome et aux 24 Heures de Spa, en 1932 et troisième de l'Eifelrennen en 1933, au volant d'une Alfa Romeo. Il décide de quitter Alfa Romeo pour Maserati, avec laquelle il monte sur le podium de la Coppa Acerbo. Mais en 1934, il est victime d'un énorme accident à Tripoli, qui ne le gène pas pour gagner, l'année suivante, la Coppa Ascoli sur Bugatti.
Après la guerre mondiale, Taruffi reprend le volant et remporte le championnat italien de Formule 2 1946 sur une Cisitalia, devant 4 autres coéquipiers. En 1947 il gagne la première édition du rallye transalpin annuel Stella Alpina sur Lancia Aprilia. Après une nouvelle victoire à Berne en 1948, le pilote italien signe chez Ferrari et termine deuxième à Rome. Hormis la F1, il court aussi en Voitures de Sport: en 1951 il gagne avec Luigi Chinetti la Carrera Panamericana sur une Ferrari 212 Inter, course dont il termine également quatrième en 1950 avec Isidoro Ceroli sur Alfa Romeo 6C 2500, et deuxième en 1953 avec Luigi Maggio sur une Lancia D23 Pinin Farina en étant alors pilote d'usine et délaissant un temps la F1. L'année suivante sera plus étoffée car il remporte la Targa Florio et le tour de Sicile. En 1955, alors qu'il se battait pour la victoire face à Stirling Moss, il perd toute chance de gagner les Mille Miglia sur rupture de pompe à essence. En 1956, en compagnie de Stirling Moss, Jean Behra et Harry Schell, Piero sort victorieux des 1 000 kilomètres du Nürburgring et termine cinquième des 12 Heures de Sebring. En 1957, il participe à la dernière édition des Mille Miglia. Son rêve était de gagner cette prestigieuse course, ce qui sera chose faite cette même année sur Ferrari en 10 h 27 min 47 s devant Wolfgang von Trips, Olivier Gendebien et Jacques Washer, tous trois sur Ferrari. Un drame lors de cette épreuve, va mettre un terme à sa carrière : alors qu'il parcourait les derniers kilomètres, Alfonso de Portago perd le contrôle de sa voiture et se tue, ainsi que son coéquipier Edmund Nelson et dix spectateurs, entraînant la disparition de la légendaire épreuve italienne.

### Concepteur d'engins de record
Piero Taruffi a construit quelques motos peu ordinaires dont une Gilera à compresseur avec un carénage très aérodynamique. Fort de son expérience motocycliste, il eut l'idée de développer des engins de record basés sur des assemblages en forme de cigare qu'il appellera « Bisiluro ». Il dépose un brevet sur ce concept ce qui empêche ses rivaux d'utiliser la même approche. 
En 1952, il réussit à battre le record de vitesse des voitures de sport 2 L près de Rome avec une moyenne sur deux essais de 298,507 km/h sur un engin bi-corps propulsé par un 4-cylindres Maserati de 1 720 cm3 (il réalise une vitesse de 313,588 km/h sur le premier essai). Son véhicule à quatre roues est doté de deux corps en forme de torpilles reliés entre eux par deux montants centraux à la manière d'un catamaran : d'un côté le moteur (Gilera 500 cm3  pour la première version puis le Maserati d'1,7 L pour la seconde) et de l'autre le pilote,. Ces engins s'appelleront aussi Italcorse I (moteur Gilera) et Italcorse II (moteur Maserati, à l'origine celui d'une Maserati 4CLT/50).
Taruffi étudiera ensuite un engin tri-corps.

## Résultats en championnat du monde de Formule 1
| Saison | Écurie                                            | Châssis           | GP disputés | Records du tour | Podiums | Victoires | Points inscrits | Classement |
| ------ | ------------------------------------------------- | ----------------- | ----------- | --------------- | ------- | --------- | --------------- | ---------- |
| 1950   | SA Alfa Romeo                                     | 158               | 1           | 0               | 0       | 0         | 0               | n.c        |
| 1951   | Scuderia Ferrari                                  | Ferrari 375 F1    | 5           | 0               | 1       | 0         | 10              | 6e         |
| 1952   | Scuderia Ferrari                                  | 500               | 6           | 1               | 3       | 1         | 22              | 3e         |
| 1954   | Scuderia Ferrari                                  | 500               | 1           | 0               | 0       | 0         | 0               | n.c.       |
| 1955   | Scuderia Ferrari Daimler-Benz                     | 555 F1 W196       | 3           | 0               | 1       | 0         | 9               | 6e         |
| 1956   | Officine Alfieri Maserati Vandervell Products Ltd | Maserati 250F VW2 | 2           | 0               | 0       | 0         | 0               | n.c.       |

## Résultats
| Catégorie             | Date          | Épreuve                               | Écurie                     | Auto                 | Classement |
| --------------------- | ------------- | ------------------------------------- | -------------------------- | -------------------- | ---------- |
| Réglt d'A-G           | 24-avr.-1932  | 8e Gran Premio Reale di Roma          | Alfa Corse                 | Alfa Romeo 8C Monza  | 2          |
| Réglt d'A-G           | 10-juil.-1932 | 9e 24 heures de Spa-Francorchamps     | Scuderia Ferrari           | Alfa Romeo 8C Monza  | 2          |
| Réglt d'A-G           | 14-sept.-1932 | Coppa Gran Sasso                      | Scuderia Ferrari           | Alfa Romeo 8C Monza  | 1          |
| Réglt d'A-G           | 9-avr.-1933   | 7e Mille Miglia                       | Scuderia Ferrari           | Alfa Romeo 8C Monza  | 3          |
| Réglt d'A-G           | 28-mai-1933   | 7e ADAC Eifelrennen                   | Scuderia Ferrari           | Alfa Romeo 8C Monza  | 3          |
| Réglt d'A-G           | 13-août-1933  | 9e Coppa Acerbo                       | Officine Alfieri Maserati  | Maserati 8CM         | 3          |
| Réglt d'A-G           | 30-juin-1935  | 5e Coppa Ascoli                       | Privé                      | Maserati 6C          | 1          |
| Réglt d'A-G           | 14-mai-1939   | 30e Targa Florio                      | Scuderia Ambrosiana        | Maserati 6CM         | 2          |
| Réglt d'A-G           | 28-mai-1939   | 5e Coppa Principessa di Piemonte      | Scuderia Ambrosiana        | Maserati 4CL         | 2          |
| Formule 2             | 9-mars-1947   | 1er Sehab Almaz Bey Trophy            | Cisitalia SpA              | Cisitalia D46 - Fiat | 3          |
| Formule 2             | 18-mai-1947   | 2e Circuito di Asti                   | Cisitalia SpA              | Cisitalia D46 - Fiat | 3          |
| Formule 2             | 1-juin-1947   | 1er Circuito di Vercelli              | Cisitalia SpA              | Cisitalia D46 - Fiat | 1          |
| Formule 2             | 8-juin-1947   | 1er Circuito di Caracalla             | Cisitalia SpA              | Cisitalia D46 - Fiat | 1          |
| Formule 2             | 14-sept.-1947 | 2e Circuito del Lido di Venezia       | Cisitalia SpA              | Cisitalia D46 - Fiat | 1          |
| Formule 2             | 5-oct.-1947   | 1er Prix de Léman                     | Scuderia Ambrosiana        | Cisitalia D46 - Fiat | 3          |
| Formule 2             | 7-avr.-1948   | 6e Prix de Berne                      | Scuderia Piero Dusio       | Cisitalia D46 - Fiat | 1          |
| Formule 2             | 2-juin-1949   | 10e Gran Premio Reale di Roma         | Scuderia Ferrari           | Ferrari 166C         | 2          |
| Formule Argentine     | 15-janv.-1950 | 3e Gran Premio del General San Martín | Privé                      | Maserati 4CLT        | 3          |
| Hors Champ.           | 30-juil.-1950 | 3e Grand Prix des Nations             | Alfa Romeo SpA             | Alfa Romeo 158       | 3          |
| Hors Champ.           | 29-oct.-1950  | 10e Gran Premio de Penya Rhin         | Scuderia Ferrari           | Ferrari 340          | 3          |
| Formule 1             | 27-mai-1951   | 11e Grosser Preis der Schweiz         | Scuderia Ferrari           | Ferrari 375          | 2          |
| Hors Champ.           | 2-sept.-1951  | 5e Gran Premio di Bari                | Scuderia Ferrari           | Ferrari 500          | 3          |
| Hors Champ.           | 16-mars-1952  | 2e Gran Premio di Siracusa            | Scuderia Ferrari           | Ferrari 500          | 2          |
| Formule 2             | 6-avr.-1952   | 6e Gran Premio de'll Valentino        | Scuderia Ferrari           | Ferrari 375          | 2          |
| Hors Champ.           | 4-juin-1952   | 6e Gran Premio di Torino              | Scuderia Ferrari           | Ferrari 375          | 2          |
| Formule 2             | 14-mai-1952   | 5e Gran Premio di Napoli              | Scuderia Ferrari           | Ferrari 500          | 2          |
| Formule 1             | 18-mai-1952   | 12e Grosser Preis der Schweiz         | Scuderia Ferrari           | Ferrari 500          | 1          |
| Formule 2             | 25-mai-1952   | 6e Grand Prix de Paris                | Scuderia Ferrari           | Ferrari 500          | 1          |
| Hors Champ.           | 7-juin-1952   | 6e Ulster Trophy                      | Scuderia Ferrari           | Ferrari 375          | 1          |
| Formule 1             | 6-juil.-1952  | 39e Grand Prix de l'ACF               | Scuderia Ferrari           | Ferrari 500          | 3          |
| Formule 1             | 19-juil.-1952 | 5e RAC British Grand Prix             | Scuderia Ferrari           | Ferrari 500          | 2          |
| Voit. Sport           | 11/19/1953    | 1re Carrera Panamericana              | Scuderia Lancia            | Lancia D24           | 2          |
| Voit. Sport           | 30-mai-1954   | 38e Targa Florio                      | Scuderia Lancia            | Lancia D24           | 1          |
| Voit. Sport           | 11-sept.-1954 | 21e International Tourist Trophy      | Scuderia Lancia            | Lancia D24           | 2          |
| Formule 1             | 9-nov.-1955   | 26e Gran Premio d'Italia              | Daimler-Benz AG            | Mercedes-Benz W196   | 2          |
| Voit. Sport           | 27-mai-1956   | 2e ADAC Nürburgring 1 000 km          | Officine Alfieri Maserati  | Maserati 300S        | 1          |
| Voit. Sport           | 11-mai-1957   | 24e Mille Miglia                      | Scuderia Ferrari           | Ferrari 315S         | 1          |
| épreuve de régularité | 24-nov-1957   | 41e Targa Florio                      | (avec son épouse Isabella) | Lancia Appia 1100    | 2          |

## Résultats aux 24 heures du Mans
| Année | Châssis      | Écurie          | Coéquipier       | Résultat |
| ----- | ------------ | --------------- | ---------------- | -------- |
| 1953  | Lancia D20 C | Scuderia Lancia | Umberto Maglioli | Abandon  |